# 湖里公园站
湖里公園站是厦门轨道交通3号线的地铁车站，位于中华人民共和国福建省厦门市湖里区宜宾路与华泰路交叉口。本站于2021年6月25日正式启用。

## 车站结构
本站为地下二层岛式车站。
| 地面层   | 出入口                               | 出入口                          |
| 地下一层 | 站厅                                 | 票务服务、客服中心、进出站闸机  |
| 地下二层 | 西行                                 | 3 往廈門火車站方向 （人才中心） |
| 地下二层 | 岛式站台，列车运行方向左侧的车门开启 |                                 |
| 地下二层 | 東行                                 | 3 往蔡厝方向 （華榮路）         |

## 出入口信息
本站设2、4号（共2个）出入口。
|                           |            |            | |
| 编号                      | 设施       | 出口指示   | 建议前往的目的地 |
| 2                         | 升降机标志 | 华泰路東側 | 湖里公园、华泰苑、德辉花园、海天大厦、公园新村、厦门市湖里中心小学、特房南泰苑、海天路、厦门市仙岳医院北区                     |
| 4                         |            | 华泰路東側 | 灿坤文化创意园、怪力运动公园、顺发工业大厦、兴隆路、厦门市湖里区鑫山小学、湖里台湾工业园、海西工业设计中心、湖里公园TOD·锦悦里 |
| 註： 設有 \| 設有扶手電梯 |            |            | |